# 알베르트 아인슈타인 학회
알베르트 아인슈타인 학회(영어: Albert Einstein Society)는 1977년 6월 28일 막스 플뤼키거(Max Flückiger) 박사에 의해 설립되었다. 스위스 베른에 기반을 둔 이 학회는 알베르트 아인슈타인의 업적과 관련된 과학에 뛰어난 공헌을 한 개인에게 알베르트 아인슈타인 메달을 수여한다.